# Сєнькін Іван Ілліч
Іван Ілліч Сєнькін (16 серпня 1915, село Намоєво Олонецької губернії, тепер Прионезького району Карелії, Російська Федерація — 20 лютого 1986, місто Москва, Російська Федерація) — радянський політичний діяч, 1-й секретар Карельського обласного комітету КПРС (1958—1984), голова Президії Верховної Ради Карельської АРСР (1984—1985). Член Центральної ревізійної комісії КПРС (1961—1966), кандидат у члени ЦК КПРС (1966—1971), член ЦК КПРС (1971—1986). Депутат Верховної Ради Карельської АРСР 5—11-го скликань, депутат Верховної Ради Російської РФСР. Депутат Верховної Ради СРСР 4-го, 6—11-го скликань.

## Біографія
Народився 3 (16) серпня 1915 року в селянській родині. Закінчив фабрично-заводську семирічну школу в селищі Суна Кондопожського району Карелії. Навчався у Петрозаводському лісовому технікумі, пішов з третього курсу.
У 1933—1939 роках — студент економічного факультету Московської сільськогосподарської академії імені Тимірязєва.
У 1939—1941 роках працював старшим агрономом Повенецької і Ругозерської машинно-тракторних станцій, головним агрономом Прионезького районного земельного відділу Карело-Фінської РСР.
Член ВКП(б) з липня 1940 року.
Учасник німецько-радянської війни з жовтня 1941 року по вересень 1944 року. Служив у лавах Червоної армії на Карельському фронті в складі Медвеж'єгорської оперативної групи та штабу 32-ї армії.
З грудня 1944 року по вересень 1946 року — начальник загальної частини Свердловського обласного військкомату.
У 1946—1948 роках — інструктор сільськогосподарського відділу Свердловського обласного комітету ВКП(б).
У 1948—1951 роках — 1-й секретар Буткінского районного комітету ВКП(б) Свердловської області.
У 1951—1952 роках — секретар Свердловського обласного комітету ВКП(б).
У 1952—1954 роках — завідувач сільськогосподарського відділу Свердловського обласного комітету КПРС.
У 1954—1955 роках — секретар Свердловського обласного комітету КПРС.
У квітні 1955 року направлений в розпорядження Центрального Комітету Компартії Карело-Фінської РСР.
У 1955 — січні 1956 року — заступник голови Ради Міністрів Карело-Фінської РСР.
15 січня — 25 липня 1956 року — 2-й секретар ЦК КП Карело-Фінської РСР.
25 липня 1956 — вересні 1958 року — 2-й секретар Карельського обласного комітету КПРС.
У вересні 1958 — 18 квітня 1984 року — 1-й секретар Карельського обласного комітету КПРС.
18 квітня 1984 — грудень 1985 року — голова Президії Верховної Ради Карельської АРСР.
З грудня 1985 року — на пенсії. Помер у лікарні в Москві 20 лютого 1986 року. Похований у Петрозаводську на Сулажгорському цвинтарі.

## Нагороди
- два ордени Леніна (16.08.1965; 25.08.1971)
- орден Жовтневої Революції (15.08.1975)
- орден Вітчизняної війни II ступеня (11.03.1985)
- два ордени Трудового Червоного Прапора (15.04.1958; 11.12.1973)
- орден Дружби народів (15.08.1985)
- орден «Знак Пошани» (13.04.1963)
- медаль «За бойові заслуги» (03.11.1943)
- медаль «За трудову доблесть» (25.12.1959)
- інші медалі
- Посмертно присвоєно звання Почесний громадянин Республіки Карелія.